# El tejano
"El Tejano" es la novena pista del álbum Alpha del grupo Selena y Los Dinos, lanzado en 1986. Es posible que sea una de las canciones con menor popularidad del grupo, ya que es tan solo un instrumental y no contiene voz. La música fue compuesta por Los Dinos.
En la reedición de "Alpha" en 2007, nombrada "Classic Series, Vol. 1", este tema fue sustituido por una canción nunca antes lanzada llamada "Lo Dejo Solo".

## Composición
"El Tejano" fue agregado al álbum como un instrumental y se cree que sirvió como un interludio para este. Se cree que es llamada así ya que es la típica música tradicional del estado de Texas fue compuesta por los miembros de la banda, A.B. Quintanilla III, Ricky Vela y el guitarrista Roger García.

## Créditos
| - Primera voz - Selena Quintanilla - Batería - Suzette Quintanilla - Bajo y segunda voz - A.B. Quintanilla III - Teclados - Ricky Vela - Guitarra - Roger García | - Productor - Manny R. Guerra - Grabación - Amen Studios (San Antonio, Tx.) - Mezcla - Brian "Red" Moore - Arreglos musicales - Selena y Los Dinos - Composición - Los Dinos |